# 언셜체

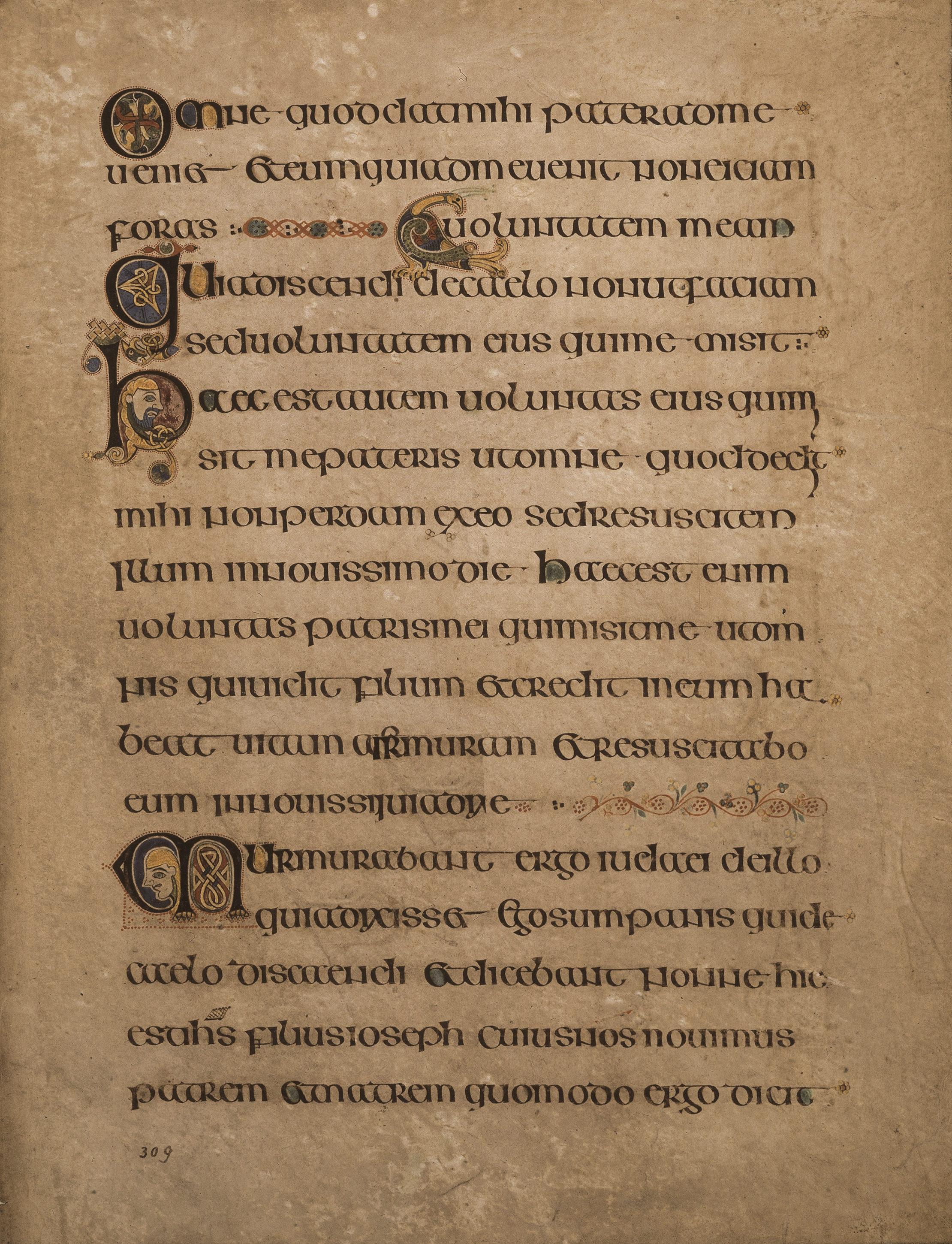
서기 800년 경의 켈스의 서는 언셜체의 아일랜드 변종인 '인셜러 대문자체'(insular majuscule)로 기술되었다.

언셜체(uncial script)는 서기 4세기부터 8세기에 걸쳐 라틴어와 그리스어의 필사본에서 사용되었던 대문자만의 글꼴이다. 언셜체는 그리스어, 라틴어, 고트어 표기에 사용되었다.

## 발전

여러 글꼴 간의 관계를 간략화한 그림. 로마 그리스 문자 언셜체의 발전을 나타낸다.

초기의 언셜체는 로마자 필기체에서 발전한 것으로 보인다. 그전까지의 문자가 파피루스와 같은 거친 재질의 면에 쓰기 적합한, 획수가 많고 각진 문자를 사용하였으나, 이에 반해 초기의 언셜체는 새롭게 등장한 양피지의 부드러운 표면을 사용하여, 두껍고 한 획으로 쓰여지는 필획을 그 특징으로 한다. 대영박물관 소장의 《De bellis macedonicis》에서 찾아볼 수 있듯이, 모든 문자가 서로 이어지지 않는 형태로 써져있으며, 또한 단어와 단어 사이가 띄어쓰기가 되어 있지 않다. 후기의 언설체는 단어 사이를 구분하는 특징을 지닌다.
글꼴이 수세기에 걸쳐 발전함에 따라, 문자는 복잡해져갔다. 특히, 서기 600년 경, 기본적인 필획에 대비되어 장식이나 과장이 많은 필사본이 출현하게 되었다. 어센더 및 디센더의 출현이 최초의 주요 변화로, 여기에 기본적인 필획이 구부러지거나 겹치는 모양으로 변천했다. 서기 800년경에 이르러 보다 가느다란 소문자 글꼴이 발흥되었을 때, 당시의 언셜체의 문자 중 일부는 보다 단순하고 작은 모양새의 소문자의 디자인의 바탕이 되었다. 그후의 언셜체는 특히 성경 등의 필사본에 사용되었으나, 10세기 경 전후로 서서히 쇠퇴하여 갔다. 언셜체로 기록된 필사본은 500점 이상 남아 있으며, 이 가운데 카롤링거 왕조 르네상스 이전 시기의 사본이 다수를 점한다.

## 글꼴

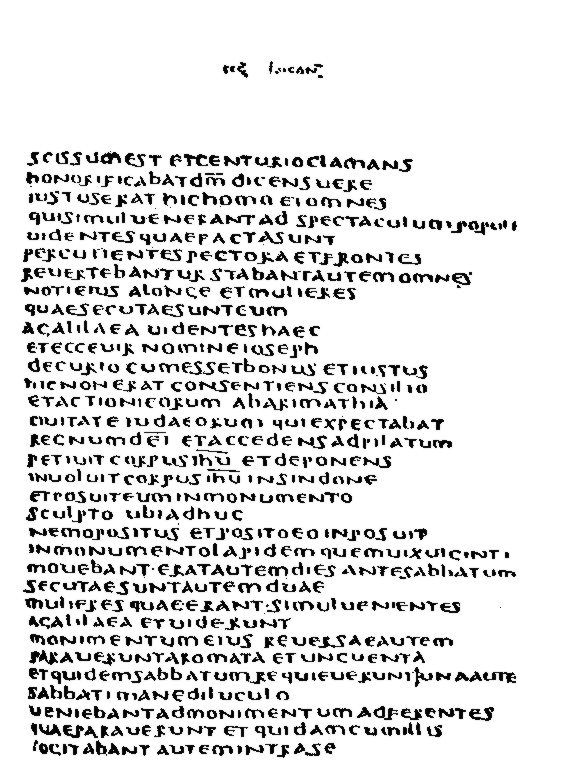
베자 사본 라틴어 텍스트의 예

언설체에는 일반적으로 몇가지 공통의 특징이 있다.
- m, n, u 의 폭이 비교적 넓다. m의 필획은 완만히 구부러지며 (단 초기글자는 첫번째 획이 직선), n은 N 으로 표기하여 r 및 s와 구별된다.
- f, i, p, s,t 의 폭은 상대적으로 좁다.
- e의 윤곽은 곡선을 띄며, 가운데 획은 곡선의 윗부분과 이어지지 않는다. 가운데 획의 위치의 높이로 대상 필사본의 작성 시기를 판별 가능하다. (높은 위치에 쓰여있으면 초창기의 것으로, 곡선의 중앙부에 가깝게 쓰여있으면 후기 것으로 본다)
- l 의 베이스 라인은 작고, 다음 문자와 붙을 정도로 오른쪽으로 늘어나는 일은 없다.
- r 의 오른쪽 위의 획은 길고 완만하게 구부러지며, 자주 다음 문자와 붙는다.
- s는 언셜체에서는 f 또는 r과 닮았다.

후반기 시대의 언셜체에서는 문자 표기가 엉성한 예도 발견된다. I 두개가 베이스 라인 위에 서로 이어져 쓰여지거나, b, p, r 등의 곡선 부분이 제대로 구부러지지 않고 직선 부분과 접하지 않거나, 문자의 구분이 이전에 비하여 어려워기도 한다.

## 나라별 차이
언셜체는 매우 넓은 지역에서 사용되었기 때문에, 비잔틴, 아프리카, 이탈리아, 프랑스, 스페인 및 인셜러 지역(아일랜드 및 잉글랜드)의 언셜체는 조금씩 서로 다른 모양새가 사용되었다.
- 로마 시대의 아프리카 지역의 언셜체는, 타 지역의 언셜체와 비교하여 보다 각진 모습을 띈다. 특히 a의 곡선 부분이 뾰족하다.
- 비잔틴의 언셜체은, 특징적인 두 종류가 있다. 'b-d 언셜체'는 b와 d의 모양새가 반언셜체와 흡사하며, 4세기에서 5세기에 걸쳐 사용되었다. 'b-r 언셜체'는 5세기에서 6세기 사이에 사용되었으며, b가 다른 문자의 두배 정도의 크기를 가지마, r의 구부러진 부분이 베이스라인의 위에 놓여있어, 거기서 세로선이 베이스라인의 밑으로 뻗어있다.
- 이탈리아의 언셜체는 둥그런 글자(c, e, o 등)의 윗부분이 납작하게 되어 있으며, a의 곡선부는 아프리카의 언셜체처럼 뾰족하고, d의 세로선은 가로선에 가까울 정도로 눕혀져 있으며, 피니셜(f, l, t, s 등의 일부 글자에 붙는 세리프)이 갈라져 나와 있다.
- 인셜러 지역의 언셜체( 인셜러체와는 별도이므로 혼동하지 않을 것)는 일반적으로 단어가 확실하게 구분이 지어지며, 강세가 있는 음절에 액센트 기호가 부가되어 있다. 이는 아일랜드의 사본 제작자가 라틴어 유래의 어휘를 알지 못했을 가능성이 있다. 또한 다른 지역의 언셜체에는 존재하지 않는 섬 지방 특유의 약자가 사용되고 있다. 쐐기 모양의 피니셜을 사용하며, 약간 밑으로 내려간 '매달린 i'가 어말에서 m 또는 h와 이어져 써져있다. 동물이나 점 등으로 장식이 부가되어 있다. (insular dotting이라 함)
- 프랑스 지역, 즉 메로빙거 왕조의 언셜체는 g, p 등의 문자에 가는 디센더를 사용하며, x의 직선 교차점이 한가운데보다 위쪽에 있으며, d의 세로선이 사과 모양으로 말려 있으며, 물고기, 나무, 새 등의 문양이 장식으로 부가되어 있다.
- 키릴 문자의 필사본은 9세기말에 그리스어의 언셜체에서 발달한 것으로(글라골 문자는 거의 도태되어 갔다) 본래는 고대 교회 슬라브어 전례의 언어를 기록하기 위해 사용되었다. 초기의 글꼴은 우스타프체(устав, 11세기에서 14세기의 주류), 이후의 글꼴은 반 우스타프체 또는 폴루우스타프체(полуустав, 15세기에서 16세기)라고 불리었다.

## 이름

현재의 언셜체로 'Unziale'이라 표기한 예

'언셜'이라는 이름의 본 의미에 관하여는 다소간 의문점이 남아 있으나, 아마도 히에로니무스가 '욥기'에 쓴 서두 부분에 등장하는 'uncialibus'라는 단어를 유래로 한다고 여겨지나, 이 단어는 'inicialibus'의 오독이며, 히에로니무스는 단락의 최초에 사용되는 숫자 표기에 사용되는 큰 문자를 가리켰을 가능성도 있다.(단 그럴 경우 문맥상 의미가 맞지 않음)
Habeant qui volunt veteres libros, vel in membranis purpureis auro argentoque descriptos, vel uncialibus (ut vulgo aiunt) litteris, onera magis exarata quam codices.
원하는 자는 오랜 책, 또는 자양피지에 금이나 은으로 쓴 책, 또는 (모두가 말하듯) uncialis 한 문자, 필경이라기 보다 차라리 글로 써진 짐덩어리를 가지도록 하라.
고전 라틴어의 uncialis 는 '1인치의 높이가 있는' 또는 '1파운드의 무게를 지닌' 어느쪽으로도 해석 가능하므로, 히에로니무스가 말맞추기를 노리고 위와 같이 작성하였을 가능성도 있다.
오늘날 '언셜체'로 불리는 이 글꼴에 '언셜'이라는 어휘를 처음으로 붙인 사람은 18세기 초기의 고서학자 장 마비용이다. 그후, 시피오네 마페이에 의해 고대 로마 비문의 대문자 서체와 이 글꼴을 구분하기 위해 '언셜'을 사용하였다.

## 언셜의 다른 용례

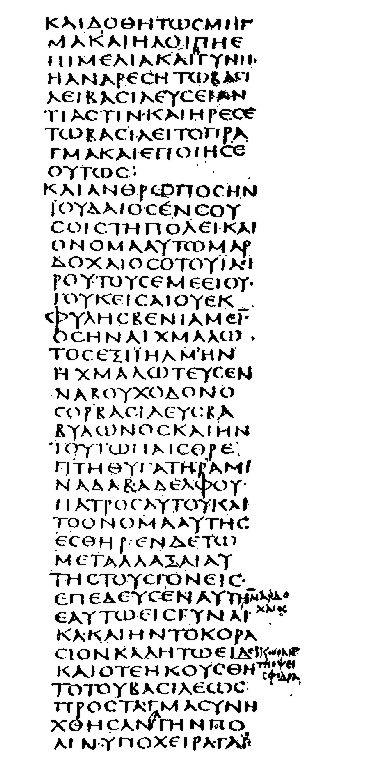
시나이 사본 에스델기 2,3–8 부분. 비잔틴 언셜체로 기록되어 있음

'언셜'은 언셜체로 씌어진 필사본을 지칭하는 용어로도 사용된다. 특히 소문자로 펜으로 기록된 사본과 구분하는데 사용된다. 그리스어로 작성된 언셜체 사본으로 다음 것들이 주목받을 만하다.
- 이른바 '3대 언셜 코덱스'
  - 시나이 사본
  - 바티칸 사본
  - 알렉산드리아 사본
- 베자 사본
- 코덱스 베라티누스

이상의 사본들에 대해서는 Guglielmo Cavallo Ricerche sulla Maiuscola Biblica (1967 피렌체)를 참조할 것
현대의 칼리그래피에서는 통상 로마자를 바탕으로 한 후기 언셜체를 가르친다. 7세기 후반부터 10세기에 걸쳐 존재한 예와 가장 가까울 뿐더러, 로마자 언셜체는 그리스 문자 언셜체보다 변종의 폭이 넓으며 규격화되어 있지 않다. 오히려 필기체에서 자주 볼 수 있는, 장식 및 다양한 폭의 필획, 경우에 따라서는 중심축의 기울어짐까지, 현대의 언셜체는 로마자 언셜체의 영향 하에 있다.
20세기 후반에까지 독일어의 서적에는 흑자체 글꼴이 계속해서 사용되어 왔듯이, 언셜체와 흡사한 게일 문자는 1950년대까지 아일랜드어의 타이포그래피로써 전통적으로 사용되어 왔다. 이 글꼴은 현재에도 문서 제목, 모뉴먼트의 조각문 등의 '공적' 용도로 사용되고 있다. 엄밀하게는 게일 문자는 언셜체라기보다는 인슐러체이다.

## 반언셜체
반언셜체(half-uncial 또는 semi-uncial) 라는 용어는, 시피오네 마페이 《Istoria diplomatica》(1727년 만트바)에서 처음 발견된다. 마페이는 푸아티에의 힐라리오의 유명한 'Codex Basilicanus'에서 찾아볼 수 있는, 언셜체를 압축한 형태의 글꼴을 구별하기 위해 이 용어를 사용하였다. 한편, 'Codex Basilicanus'에는 언셜체를 사용한 절과 반언셜체를 사용한 절이 둘 다 존재한다.
이 용어는 18세기 중엽 르네 프로스페르 탓쌍(René-Prosper Tassin)과 샤를르 프랑소와 투스탕(Charles François Toustain)도 사용하였다. 반언셜체라는 용어는 널리 사용되어 왔으나, 원 안셜체에서 파생된 글꼴인 듯한 인상을 준다는 점도 있다. 실제로 안셜 및 반안셜은 공통의 고대 글꼴의 특징을 계승하고 있다. (L. E. Boyle, "'Basilicanus' of  Hilary Revisited," in Integral Palaeography, with an introduction by F. Troncarelli, 105-17. Turnhout, 2001를 참조)
언셜체와 마찬가지로 반언셜체도 로마자 필기체에서 유래하였으나, 보다 새롭게 발전된 형태를 근간으로 하고 있다. 반언셜체는 3세기 경에 처음으로 사용되어, 8세기 말엽까지 사용되어 왔다. 초기의 반안셜체는 비 기독교도 및 로마의 법률문서 등에 사용되었으나, 6세기에는 아프리카 및 유럽에서 기독교의 문서를 필기하는데 사용되게 되었다.(단 인슐라 지역에서는 그다지 사용되지는 않았다)

### 글꼴
반안셜체 문자의 일반적인 글꼴은 다음과 같은 특징을 지닌다.
- a는 보통 둥그럽고, 윗부분이 약간 열려 있기도 한다.
- b와 d는 현대와 마찬가지로 세로 직선이 존재한다.
- g는 윗부분은 납작하며, 둥그런 부분이 존재하지 않고, 디센더가 구부러져 있다.(숫자 5와 비슷하다)
- t 의 가로선이 구부러져 있다.
- n, r,s는 언셜체와 같다.(현대 문자와 비교하여 같은 식의 차이점이 있다)

반언셜체는 5세기경에 아일랜드에 전파되어, 거기서 잉글랜드에도 받아들여졌다. 잉글랜드에서는 8세기까지 사용되어, 그 이후로는 인슐러체로 발전되었다.

## 같이 보기
- 캐롤라인 미너스큘 (Caroline minuscule)
- 게일 문자
- 인슐라체
- 고 아일랜드어
- 러스틱 대문자
- 신약성경 언셜의 목록